# Adam Nowak (muzyk)
Adam Nowak (ur. 28 września 1963 w Poznaniu) – polski muzyk i tekściarz. Lider, twórca większości tekstów, gitarzysta i wokalista zespołu Raz, Dwa, Trzy.

## Życiorys
Pochodzi z Poznania. Jest absolwentem Technikum Przemysłu Spożywczego. Przez kilka lat pracował jako kelner oraz maszynista sceny i garderobiany w Teatrze Polskim w Poznaniu. Studiował pedagogikę kulturalno-oświatową w Wyższej Szkole Pedagogicznej w Zielonej Górze.
Rozwijał artystyczne umiejętności w zielonogórskim środowisku kabaretowym. Był aktorem kabaretów: Drugi Garnitur (1988–1989, kierownik) i Grupy Działań Odurzających – Kibuc, a w 1989 współpracował z kabaretem Potem.
W 1990 założył zespół Raz, Dwa, Trzy. W 1997 stworzył muzykę do filmu Jerzego Stuhra Historie miłosne, za którą otrzymał nagrodę Polskiego Radia Kraków na 22. FPFF. W 2004 wydawnictwo „Paganini” wydało książkę pt. Trudno nie wierzyć w nic – wywiad-rzekę z Adamem Nowakiem (rozmowę prowadził Cezary Sękalski). W wywiadzie artysta przeanalizował swoje utwory przez pryzmat doświadczeń duchowych, zwłaszcza religijnych. W 2008 poprowadził koncert „Debiuty” podczas 45. Krajowego Festiwalu Piosenki Polskiej w Opolu.
W 2010 podpisał list otwarty do rządu RP i prezydenta przeciwko organizacji w Warszawie parady Europride. W liście tym podkreślano sprzeciw wobec legalizacji związków osób tej samej płci oraz adopcji dzieci przez pary homoseksualne, a działania środowisk LGBT w tym kierunku określono jako zamach na wolność słowa, przekonań i sumienia.
Od 4 października 2021 w Radiu Nowy Świat prowadzi autorską audycję Dziękuję za wypowiedź.
Rozwiedziony, z byłą żoną ma czworo dzieci: Zofię (ur. 1994), Jana, Barbarę i Stanisława.

## Nagrody
- 1997: nagroda Polskiego Radia Kraków za muzykę do filmu Historie miłosne na 22. Festiwalu Polskich Filmów Fabularnych w Gdyni[3]
- 2005: Nagroda im. Jacka Kaczmarskiego za całokształt twórczości na Studenckim Festiwalu Piosenki w Krakowie
- 2007: zwycięstwo w plebiscycie Gazety Wyborczej – Torunianin Roku[9]
- 2010: Medal Świętego Brata Alberta za wspieranie osób niepełnosprawnych[10]

## Dyskografia
Notowane utwory
| Rok  | Tytuł                                  | Pozycja na liście |
| Rok  | Tytuł                                  | LP3               |
| ---- | -------------------------------------- | ----------------- |
| 2012 | „Przepraszam” (oraz Karolina Gruszka)  | 8                 |
| 2015 | „Trudne życzenia” (oraz Ania Rusowicz) | 2                 |

Gościnnie
| Rok  | Tytuł                                                    | Utwór                                                            | Źródło |
| ---- | -------------------------------------------------------- | ---------------------------------------------------------------- | ------ |
| 2009 | Karimski Club – Herbert - Data: 2009 - Wydawca: Agora SA | - śpiew w utworach „Marek Aureliusz”, „Testament” i „Przesłanie” | [ 12 ] |

Kompilacje różnych wykonawców
| Rok  | Tytuł                                                                                            | Utwór                                                                   | Źródło |
| ---- | ------------------------------------------------------------------------------------------------ | ----------------------------------------------------------------------- | ------ |
| 2005 | Honor jest wasz Solidarni - Data: 30 sierpnia 2005 - Wydawca: Komisja Krajowa NSZZ „Solidarność” | - Adam Nowak „Pieśń o budowniczym socjalizmu” - Adam Nowak „Przetrwamy” | [ 13 ] |